# Ptecticus vulpianus
Ptecticus vulpianus är en tvåvingeart som beskrevs av Günther Enderlein 1914. Ptecticus vulpianus ingår i släktet Ptecticus och familjen vapenflugor. Inga underarter finns listade i Catalogue of Life.